# 카츠라 마사카즈
카츠라 마사카즈(일본어: 桂正和 가쓰라 마사카즈[*], 1962년 12월 10일 ~)는 후쿠이현에서 태어난 일본의 만화가이다. 1981년 데뷔했다. 일본 뿐만 아니라 홍콩, 중화민국, 미국, 싱가포르 등 여러 나라에 다수의 팬이 있다. 대표작으로는 《비디오 걸》(원제: 電影少女)이 있다.